# サーキ飛行場
サーキ飛行場（サーキひこうじょう、ウクライナ語: Авіабази Саки、ロシア語: военный аэродром Саки）は、クリミア半島のクリミア共和国ノヴォフェドロフカに位置する、ロシア海軍の基地である。

## 概要
Su-30SM戦闘機およびSu-24M/MR戦闘爆撃機を運用する第43独立海軍攻撃機航空連隊が所在している。また、ソビエト連邦海軍時代にアレスティング・ギアなどを備えた陸上海軍機訓練施設（ニートカ）が設置され、空母艦載機の発着艦訓練が行われている。
1991年のソビエト連邦崩壊後はウクライナ海軍航空隊の基地であったが、2014年クリミア危機中の3月22日、ロシア連邦軍に占領された。
ロシアがウクライナに侵攻後の2022年8月9日、ウクライナが攻撃を加え爆発が発生、少なくとも9機の軍用機が破壊された。また、2023年9月20日夜から翌21日未明にかけても大規模な攻撃が加えられた。この際、基地には12機の戦闘機とドローンが配備されていた。

## 所在部隊

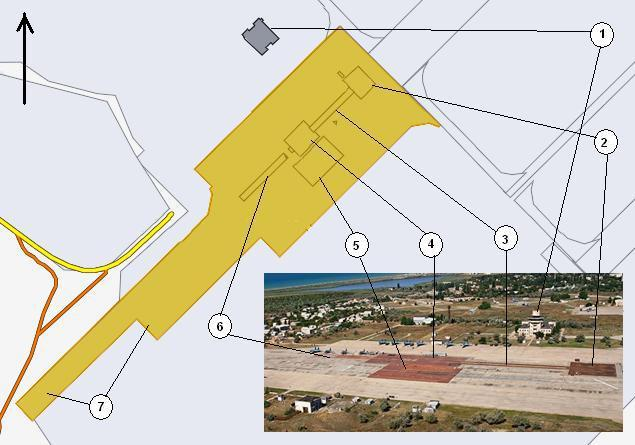
ニートカの配置図
1 管制塔
2 BS-1カタパルト
3 蒸気カタパルト軌条
4 BS-2カタパルト
5 アレスティング・ギア
6 蒸気カタパルト設置予定箇所
7 滑走路

- 黒海艦隊隷下
  - 第43独立海軍強襲航空連隊（ロシア語版、ウクライナ語版） - Su-30SM、Su-24M/MR